# Stenocereus montanus
Stenocereus montanus ist eine Pflanzenart aus der Gattung Stenocereus in der Familie der Kakteengewächse (Cactaceae). Das Artepitheton montanus stammt aus dem Lateinischen, bedeutet ‚auf Bergen heimisch‘ und verweist auf das Habitat der Art. Ein spanischer Trivialname ist „Pitaya Colorada“.

## Beschreibung
Stenocereus montanus wächst baumförmig mit einigen kandelaberartig verzweigten Trieben und erreicht Wuchshöhen von 6 bis 9 Meter. Es wird ein deutlicher Stamm ausgebildet. Die anfangs ausgebreiteten, späterer aufrecht werdenden Triebe weisen Durchmesser von 13 bis 20 Zentimeter auf. Es sind sieben bis neun leicht gerundete Rippen vorhanden, die nicht gekerbt sind. Die darauf befindlichen auffälligen Areolen sind mit dunkelbraunen, filzigen Haaren besetzt. Die neun bis zehn anfangs weißen, später vergrauenden Dornen sind 5 bis 15 Millimeter lang. Der unterste von ihnen wird bis zu 3 Zentimeter lang.
Die weißen bis rosaweißen Blüten öffnen sich in der Nacht. Sie sind 6 bis 8 Zentimeter lang und weisen einen Durchmesser von 3,5 bis 5 Zentimeter auf. Ihre Blütenhüllblätter sind stark zurückgeschlagen. Die kugel- bis eiförmigen, grünen bis grünroten bis purpurfarbenen Früchte erreichen einen Durchmesser von 5 bis 6 Zentimeter. Sie sind mit feinen, hellgelben Dornen besetzt. Das Fruchtfleisch ist rot.

## Verbreitung, Systematik und Gefährdung
Stenocereus montanus ist in den mexikanischen Bundesstaaten Sonora und Sinaloa in laubabwerfenden Wäldern in Höhenlagen von 300 bis 1075 Meter verbreitet.
Die Erstbeschreibung als Lemaireocereus montanus erfolgte 1920 durch Nathaniel Lord Britton und Joseph Nelson Rose. Franz Buxbaum stellte die Art 1961 in die Gattung Stenocereus. Weitere nomenklatorische Synonyme sind Ritterocereus montanus (Britton & Rose) Backeb. (1951), Rathbunia montana (Britton & Rose) P.V.Heath (1992) und Glandulicereus montanus (Britton & Rose) Guiggi (2012).
In der Roten Liste gefährdeter Arten der IUCN wird die Art als „Least Concern (LC)“, d. h. als nicht gefährdet geführt.

## Nachweise